# Lee Hurst (Fußballspieler)
Lee Jason Hurst (* 21. September 1970 in Nuneaton) ist ein ehemaliger englischer Fußballspieler. Der Mittelfeldakteur bestritt Anfang der 1990er 49 Erstligapartien für Coventry City, bevor er seine Karriere verletzungsbedingt frühzeitig beenden musste.

## Karriere
Lee Hurst kam im Oktober 1985 während seiner Schulzeit zu Coventry City und erhielt 1987 nach seinem Schulabschluss einen Vertrag als Trainee (dt. Auszubildender) im Rahmen des Youth Training Scheme. Im Mai 1989 unterzeichnete Hurst seinen ersten Profivertrag und gab am 29. Januar 1991, im FA Cup gegen den FC Southampton, sein Pflichtspieldebüt. In den folgenden Wochen kam der Nachwuchsspieler als Ersatz von Paul Edwards auf der Linksverteidigerposition auch mehrfach in der First Division zum Einsatz. 
Obwohl Coventry im Frühjahr 1991 mit dem 86-fachen englischen Nationalspieler Kenny Sansom einen weiteren Linksverteidiger verpflichtete, brachte Hurst es in der Saison 1991/92 wegen verletzungsbedingter Ausfälle zu zehn Saisonspielen. Zur folgenden Spielzeit, die erste in der neu geschaffenen Premier League, wurde Hurst von Trainer Bobby Gould auf die linke Mittelfeldposition vorgezogen. Dort sicherte er sich mit seiner Schnelligkeit und gefährlichen Flankenläufen einen Stammplatz. In 35 Saisoneinsätzen, allesamt als Teil der Startelf, erzielte er zwei Treffer und wurde mehrfach zum „Man of the Match“ gekürt.
In der Vorbereitung zur Saison 1993/94 zog sich Hurst eine schwere Bänderverletzung im Knie zu und musste seine Profikarriere in der Folge beenden, ohne ein weiteres Pflichtspiel bestritten zu haben. 1998 gab er ein kurzes Comeback in den USA bei Charleston Battery, wo er 14 Saisonspiele in der USISL A-League bestritt. Hurst ist Mitglied in der Coventry City Former Players Association und regelmäßig bei Ehemaligen-Treffen und Wohltätigkeitsspielen zugegen.